# 北角道
北角道（英語：North Point Road）是香港港島東區一條街道，位於北角西北部，北起和富道，南至英皇道與北景街交界，與其東面的糖水道大致平行。
北角道是香港電車進入春秧街的北角總站的必經之路，2007年6月2日曾發生電車出軌意外，釀成4人受傷。

## 沿路主要建築
- 和富中心
- 和富花園
- 皇冠大廈